# Foreste spinose nord-occidentali
Le foreste spinose nord-occidentali sono un'ecoregione dell'ecozona indomalese, definita dal WWF, che si estende attraverso il Pakistan e l'India nord-occidentale (codice ecoregione: IM1303).

## Territorio
L'ecoregione circonda altre due ecoregioni, il deserto del Thar e il deserto della valle dell'Indo. Si estende attraverso le pianure e le colline situate lungo il confine tra India e Pakistan e comprende: la metà occidentale del Gujarat (escluso il massiccio del Girnar) e gran parte del Rajasthan, dove è cinta a sud-est dalla catena degli Aravalli; la maggior parte degli stati indiani dell'Haryana e del Punjab, così come la regione del Jammu del Jammu e Kashmir, che si estende alle pendici dell'Himalaya; in Pakistan, l'ecoregione comprende la maggior parte della provincia del Punjab, estendendosi fino all'estremità orientale delle province della Frontiera del Nord Ovest del Baluchistan e al Sindh occidentale.
Questa ecoregione, assieme a quelle del deserto del Thar e del deserto della valle dell'Indo, costituisce la provincia biogeografica del «deserto del Thar» di Miklos Udvardy.

## Flora
Gli studiosi ritengono che le foreste spinose nord-occidentali fossero originariamente delle foreste aride tropicali che, fortemente danneggiate dall'agricoltura intensiva e dal pascolo degli animali domestici, sono diventate una boscaglia costituita da arbusti stentati e spinosi, dominata da alberi come Senegalia senegal e Vachellia leucophloea, nonché da Prosopis cineraria, Capparis zeylanica e specie di Salvadora, Gymnosporia, Grewia e Gardenia. Tuttavia, la regione comprende anche zone di vero semideserto, dove il suolo è particolarmente salino.

## Fauna
Nonostante la rarefazione su vasta scala delle foreste, l'ecoregione ospita tuttora alcuni grandi mammiferi, come il leopardo (Panthera pardus) e le sue prede, tra cui la gazzella indiana (Gazella bennettii) e due specie in pericolo di estinzione, l'antilope quadricorne (Tetracerus quadricornis) e l'antilope cervicapra (Antilope cervicapra). La boscaglia è inoltre la dimora di un altro grande felino, il caracal (Caracal caracal), che dà la caccia a topi, uccelli e rettili. Vivono qui due specie di mammiferi endemiche, entrambe pipistrelli: il Triaenops persicus e il pipistrello coda di topo minore (Rhinopoma muscatellum).
Nella regione sono presenti oltre 400 specie di uccelli, tra cui l'endemica prinia culorossiccio (Laticilla burnesii), la quasi endemica cincia nucabianca (Machlolophus nuchalis) e due specie minacciate di estinzione, l'otarda indiana (Ardeotis nigriceps) e il florican minore (Sypheotides indicus).

## Conservazione

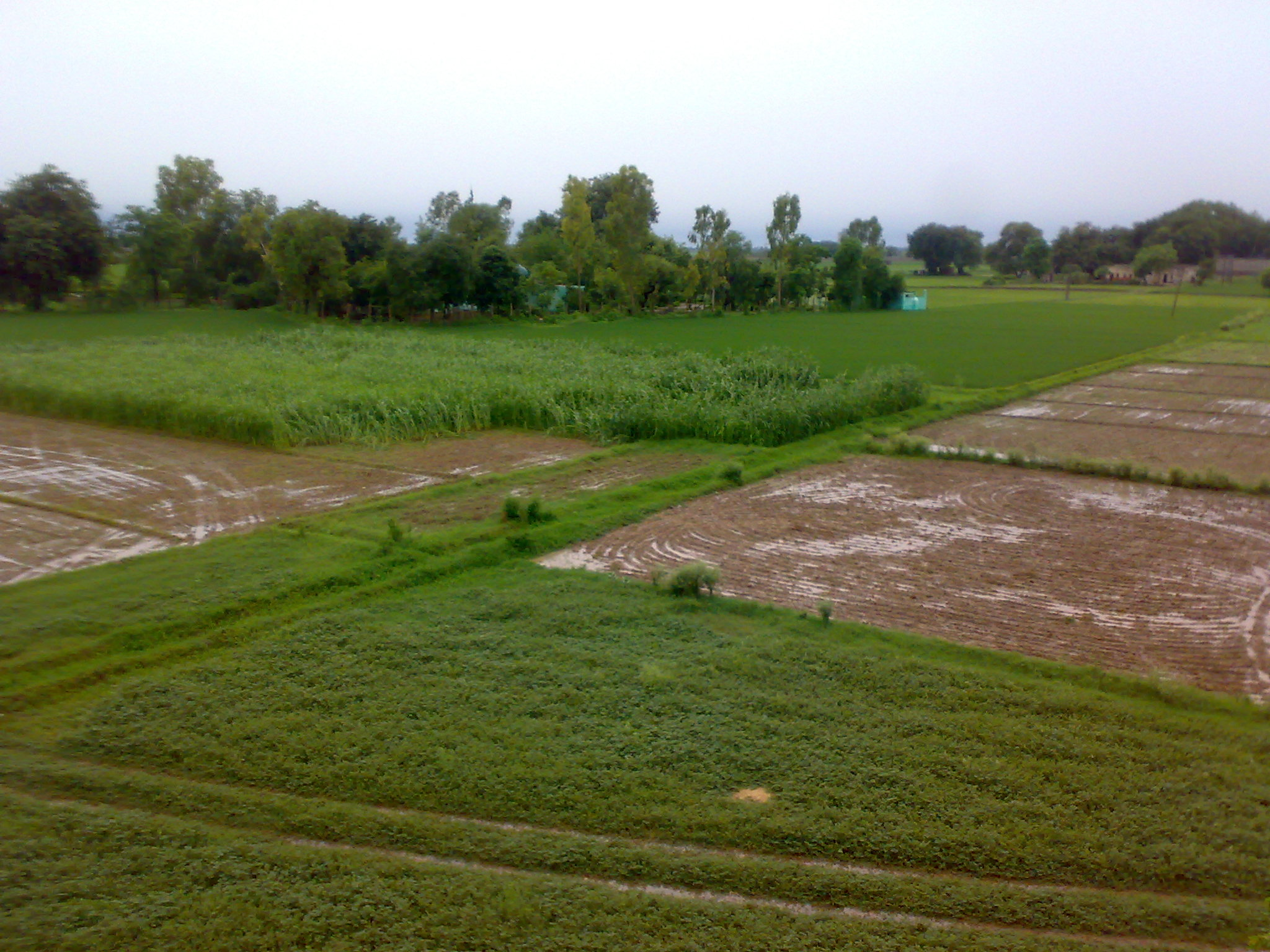
Terreno convertito per usi agricoli nel distretto di Ludhiana

Oltre il 90% dell'ecoregione è stato convertito in terreni ad utilizzo antropico, e le zone ricoperte dalla vegetazione originaria sono seriamente frammentate. Le aree protette, benché numerose, sono piccole e non collegate tra loro e pertanto minacciate dalle invasioni dei locali in cerca di legna da ardere e di nuovi terreni da mettere a coltura. Tuttavia, le tradizioni delle comunità bishnoi stanziate in questa regione estendono la loro protezione ad alcuni esseri viventi, specialmente le antilopi cervicapra e gli alberi.